# Glandora diffusa
Glandora diffusa là loài thực vật có hoa trong họ Mồ hôi. Loài này được (Lag.) D.C.Thomas mô tả khoa học đầu tiên năm 2008.